# Allée Pierre-Bérégovoy
 (juillet 2019).
Si vous disposez d'ouvrages ou d'articles de référence ou si vous connaissez des sites web de qualité traitant du thème abordé ici, merci de compléter l'article en donnant les références utiles à sa vérifiabilité et en les liant à la section « Notes et références ».
L'allée Pierre-Bérégovoy est une allée située dans le 20e arrondissement de Paris.

## Situation et accès
L'allée est située sur le terre-plein du boulevard de Charonne, entre le boulevard de Ménilmontant et la rue de Charonne. Côté 11e arrondissement, et après la rue de Charonne, l'allée se nomme Maria-Doriath.

## Origine du nom

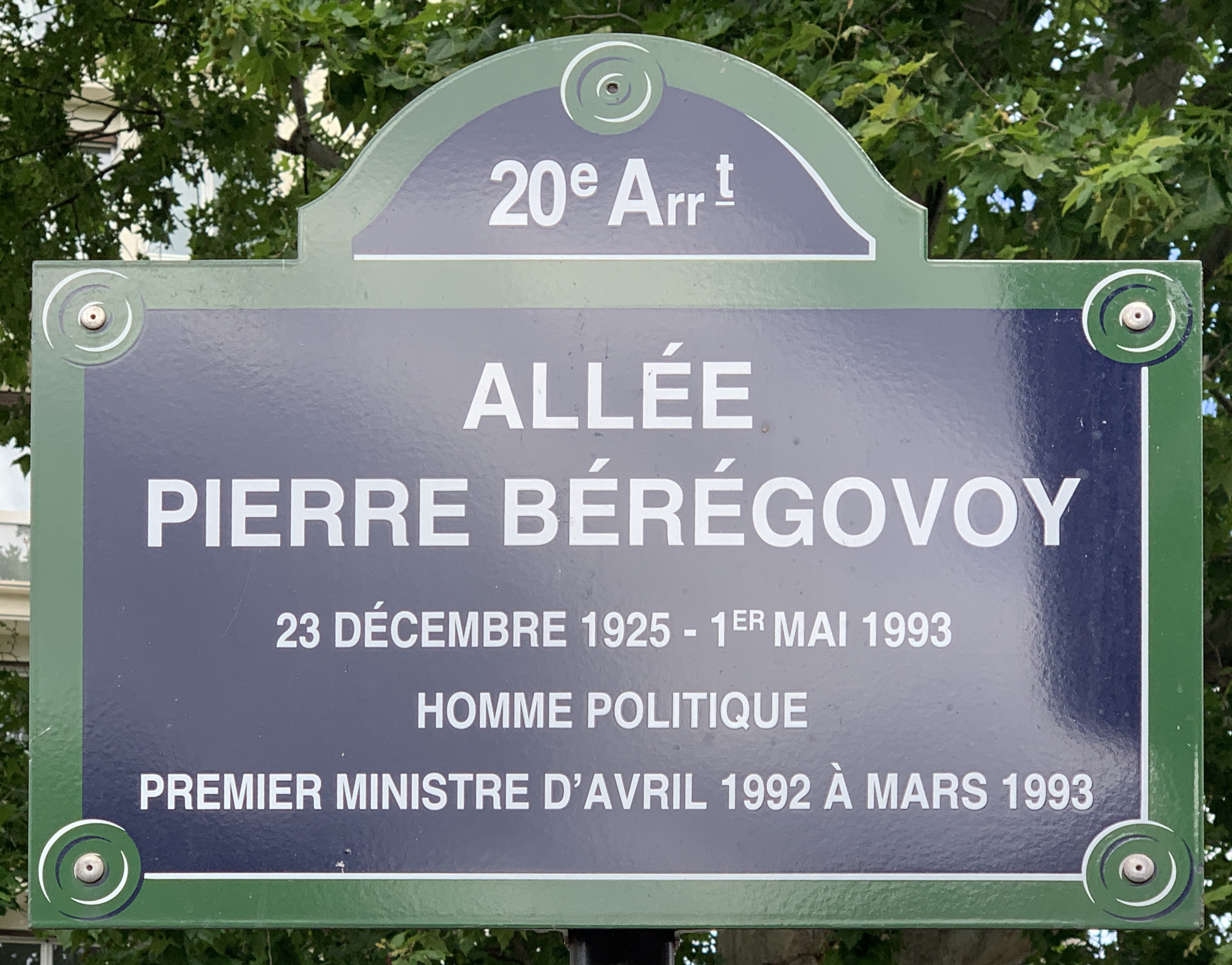
Plaque de l'allée.

Le nom de l'allée rend hommage à Pierre Bérégovoy, homme politique français, Premier ministre de François Mitterrand.